# British War Medal

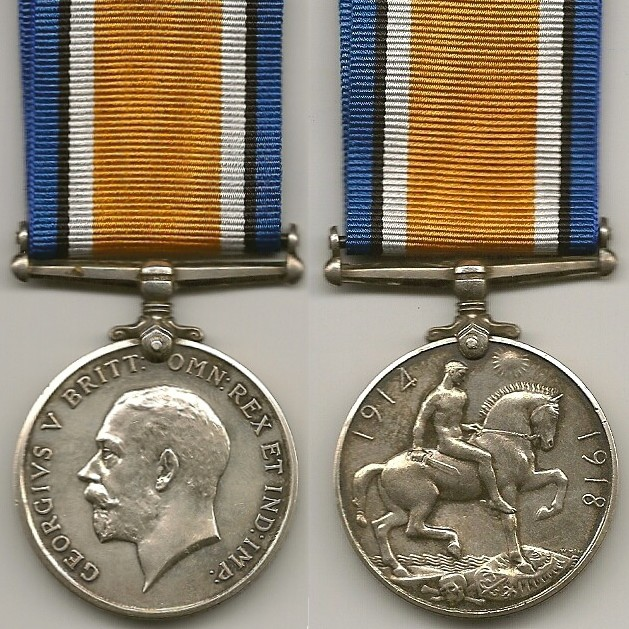
Vorder- und Rückseite der British War Medal

Die British War Medal ist eine britische Auszeichnung für Offiziere sowie Männer und Frauen der britischen und kaiserlichen Streitkräfte für Dienste im Ersten Weltkrieg verliehen wurde. Sie wurde am 26. Juli 1919 durch König George V. eingeführt.

## Verleihungsbedingungen
Die British War Medal wurde am 26. Juli 1919 für die Verleihung an Offiziere und Soldaten eingeführt, die zwischen dem 5. August 1914, dem Tag nach der britischen Kriegserklärung an das Deutsche Reich, und dem Waffenstillstand vom 11. November 1918, beide Daten eingeschlossen, Dienst geleistet hatten. Sie wurde auch an das erweiterte Personal auf den Stützpunkten verliehen, die nicht an Kampfhandlungen teilnahmen, zum Beispiel Krankenschwestern oder Kantinenköchen. Automatisch wurde sie postum an Gefallene verliehen. Sie wurde meist gleichzeitig mit der Inter Allied Victory Medal verliehen, es sei denn Zivilisten wurden ausgezeichnet oder in Großbritannien stationierte Soldaten ausländischer Armeen, die nicht in Flandern oder Frankreich gekämpft hatten. Für letztere galten auch weitere Sonderbestimmungen, so mussten sie 28 Tage Dienst an der Front geleistet haben oder gefallen sein.
Ungefähr 6,4 Millionen Orden wurden in Silber ausgegeben. Dazu kamen noch einmal 110.000 in Bronze für Mitglieder der chinesischen, maltesischen, indischen und südafrikanischen verbundenen Streitkräfte. Es wurden außerdem 159 an die Member of Parliament und 216 an Peers verliehen.
Sie wurde bis 1920 auch für Einsätze während des Russischen Bürgerkriegs und Minenräumung in der Nordsee vergeben.

## Aussehen
Die British War Medal war eine runde silberne Medaille. Auf ihrer Vorderseite ist Stifter König George V. abgebildet mit lateinischer Inschrift, die Rückseite zeigt George V. als nackten Reiter mit einem Kurzschwert, dessen Pferd auf einem Adler, dem Wappenzeichen des Deutschen Reiches, sowie einem Totenkopfschädel und zwei gekreuzten Knochen herumtrampelt. Die Rückseite trägt außerdem die Inschrift 1914–1918. Das 32 mm breite  Ordensband  hat einen orangefarbenen Mittelstreifen, der mit weißen, schwarzen und blauen Linien eingefasst ist. Die Bedeutung der Farben ist unbekannt. Name, Rang, Nummer und Einheit wurden auf den Rand geprägt.
Ursprünglich waren auch Ordensspangen geplant, 68 für die Navy und 79 für die Army, sie wurden jedoch letztlich nicht verliehen.